# Rhinopias xenops
Rhinopias xenops är en fiskart som först beskrevs av Gilbert, 1905.  Rhinopias xenops ingår i släktet Rhinopias och familjen Scorpaenidae. Inga underarter finns listade i Catalogue of Life.